# John Van Tongeren
John Van Tongeren (...) è un compositore e musicista statunitense.
Ha composto musiche per film e serie televisive, tra cui: Wargames 2 - Il codice della paura, I rangers delle galassie e Oltre i limiti.

## Filmografia parziale

### Cinema
- Malibu's Most Wanted - Rapimento a Malibu (Malibu's Most Wanted), regia di John Whitesell (2003)
- Miss F.B.I. - Infiltrata speciale (Miss Congeniality 2: Armed & Fabulous), regia di John Pasquin (2005)
- Wargames 2 - Il codice della paura (Wargames: The Dead Code), regia di Stuart Gillard (2008)

### Televisione
- I rangers delle galassie (The Adventures of the Galaxy Rangers) - serie TV d'animazione, 65 episodi (1986)
- Oltre i limiti (The Outer Limits) - serie TV, 60 episodi (1995-2001)
- Poltergeist (Poltergeist: The Legacy) - serie TV, 38 episodi (1996-1999)
- I magnifici sette (The Magnificent Seven) - serie TV, 3 episodi (1998-1999)
- La leggenda di Tarzan (The Legend of Tarzan) - serie TV d'animazione, 9 episodi (2001)
- Una canzone per le Cheetah Girls (The Cheetah Girls) - film TV, regia di Oz Scott (2003)
- 4400 (The 4400) - serie TV, 24 episodi (2004-2007)
- Wanted - serie TV, 5 episodi (2005)
- Twitches - Gemelle streghelle (Twitches) - film TV, regia di Stuart Gillard (2005)
- Empire - miniserie TV (2005)
- Masters of Science Fiction - serie TV, 1 episodio (2007)
- Twitches - Gemelle streghelle 2 (Twitches Too!) - film TV, regia di Stuart Gillard (2007)
- Programma protezione principesse (PPP - Princess Protection Program) - film TV, regia di Allison Liddi (2009)
- Il ragazzo che gridava al lupo... Mannaro (The Boy Who Cried Werewolf) - film TV, regia di Eric Bross (2010)
- Fratello scout (Den Brother) - film TV, regia di Mark L. Taylor (2010)
- Zack & Cody - Il film (The Suite Life Movie) - film TV, regia di Sean McNamara (2011)
- Il grande colpo (Swindle) - film TV, regia di Jonathan Judge (2013)
- The Tom & Jerry Show (The Tom and Jerry Show) - serie TV d'animazione, 47 episodi (2014-2017)

## Premi
- BMI Film & TV Award - vinto nel 2005 per 4400.[3]